# Robert Verbelen
Robert Peter Jan Verbelen, född 5 april 1911 i Herent, död 28 oktober 1990 i Wien, var en flamländsk SS-officer och kollaboratör med Nazityskland. Han var chef för Deutsch-Vlämische Arbeitsgemeinschafts (DeVlag) säkerhetsstyrkor och samarbetade med tyska Sicherheitsdienst (SD). Verbelen var därtill Léon Degrelles ställföreträdare.

## Biografi
Verbelen var son till en belgisk poliskommissarie.
Kort efter att Belgien kapitulerat till Tyskland i maj 1940 inträdde Verbelen i flamländska Allgemeine-SS. Verbelen var chef för det pronazistiska Deutsch-Vlämische Arbeitsgemeinschafts säkerhetsstyrkor som låg bakom mordet på industrimannen Alexandre Galopin. Säkerhetsstyrkorna försökte även mörda den liberale politikern Albert Devèze, justitiekanslern Charles Collard-de Sloovere samt Robert de Foy, chef för Belgiens statliga säkerhetstjänst. Efter att de allierade hade befriat Belgien 1944 flydde Verbelen till Tyskland. I sin frånvaro dömdes han 1947 till döden för mord på 101 belgare. Verbelen fortsatte att fly – denna gång till Wien – och antog falskt namn. Han arbetade för den amerikanska underrättelsetjänsten och var även angivare åt den österrikiska statspolisen. År 1959 erhöll han österrikiskt medborgarskap och återtog sitt riktiga namn.
År 1962 överlämnade Simon Wiesenthal-centret information om Verbelen till statsåklagarämbetet och han greps omgående. Belgien begärde förgäves Verbelens utlämning. Istället ställdes Verbelen 1965 inför en österrikisk domstol. Rätten fann att Verbelen var skyldig till flera av de dåd han åtalats för men valde att frikänna honom då han hade handlat på order från högre ort.
Under återstoden av sitt liv skrev Verbelen i olika högerextrema publikationer samt författade kriminal- och detektivromaner.